# Torre Civica (Trient)
Die Torre Civica, auch als Torre di Piazza bezeichnet, ist ein Stadtturm in Trient und eines der Wahrzeichen der Landeshauptstadt des Trentino.

## Lage
Der Turm liegt am nordöstlichen Eck des Domplatzes von Trient. Er grenzt mit seiner Südseite direkt an die Nordfassade des Palazzo Pretorio, während an seiner Ostseite die Via Garibaldi vorbeiführt. Der Zugang erfolgt heute über das Tridentinische Diözesanmuseum.

## Geschichte
Der Turm wurde erstmals im 14. Jahrhundert als Gefängnisturm erwähnt, in dem die im Palazzo Pretorio Verurteilten ihre Strafe verbüßten oder auf ihre Verurteilung warteten. So verfügte er auch über eine Folterkammer, in der man den Beschuldigten Geständnisse abzwang.
Die Fundamente des Turmes ruhen auf den Resten der Porta Veronensis, einem römischen Stadttor aus dem 1. Jahrhundert nach Christus. Archäologen datieren seine Ursprünge mindestens auf das 12. Jahrhundert zurück. Zu dieser Zeit erreichte er etwa die Hälfte seiner heutigen Höhe, was sich an der Fassade zum Teil rekonstruieren lässt. In der Folgezeit wurde er mehrmals aufgestockt, bis er zwischen dem 14. und 15. Jahrhundert sein heutiges Aussehen annahm.
Als fester Bestandteil der ehemaligen Bischofsresidenz diente er bereits den Fürstbischöfen von Trient als Gefängnisturm, auch wenn er aufgrund der vorhandenen Wehrplatte zudem sicherlich als Wehrturm fungierte. Wie im Falle des Palazzo Pretorio ging der Turm im Laufe der Zeit schrittweise in den Besitz der Stadt über. So stellte die Stadt ab dem 14. Jahrhundert den Gefängniswächter. Zu Beginn des 15. Jahrhunderts vertraute der Bischof dem Stadtrat den Betrieb der im 14. Jahrhundert errichteten Turmuhr sowie der Turmglocken an. 1505 fielen schließlich das Gefängnis sowie der Turm selbst unter städtische Obhut.
Mit dieser Übernahme nahm der Turm den heute geläufigeren Namen Torre Civica an. Neben seiner Funktion als Gefängnis, die er bis 1880 ausfüllte, diente er der Stadt Trient außerdem als Uhr-, Glocken- und Feuerwachturm.
Seit 1963 ist er Teil des Tridentinischen Diözesanmuseums, das einzelne Räume als Ausstellungsfläche nutzt und somit zugänglich gemacht hat. Zwischen 2009 und 2011 wurde der Turm restauriert. Im August 2015 brach im Glockenstuhl Feuer aus, der den oberen Bereich des Turmes beschädigte.

## Beschreibung
Der 41,5 Meter hohe rechteckige Turm ist zum Großteil aus weißen Bruchsteinen errichtet worden. Im unteren Bereich und an den Kanten sind aber auch Buckelquader verbaut worden. Er besitzt einen fast quadratischen Grundriss von 7,6 × 7,8 Meter. Die Mauern sind am Fuß des Turmes etwa 2 Meter stark und nehmen nach oben hin ab, im oberen Bereich sind sie nur mehr etwa 1 Meter dick.

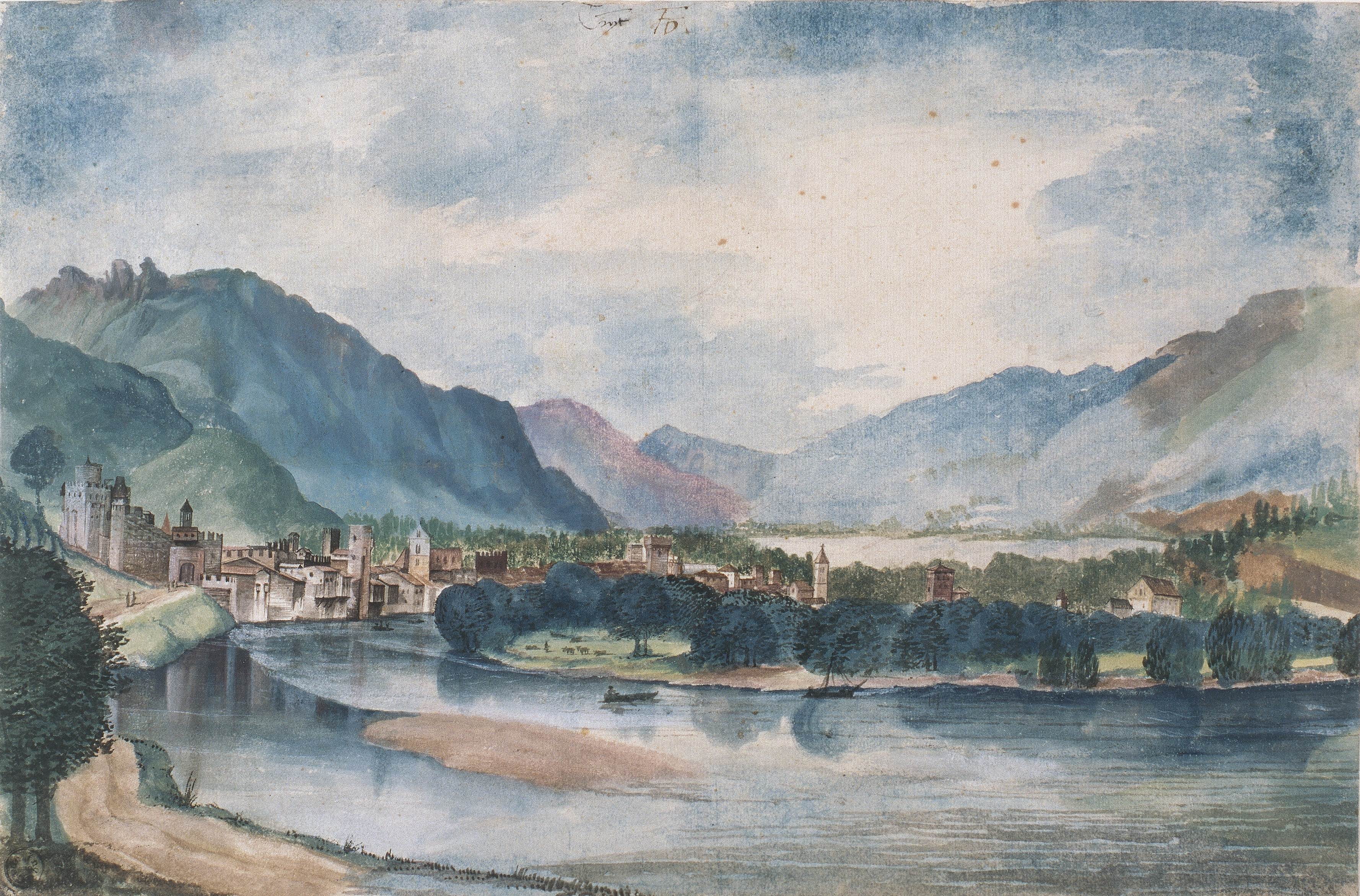
Albrecht Dürers Ansicht von Trient (1495) mit dem Torre Civica in der Bildmitte (Kunsthalle Bremen)

 Der Torre Civica verfügt über zehn Stockwerke, in denen sich fast ausschließlich Gefängniszellen befanden. Lediglich der Stock, in dem die Turmuhr und der Glockenstuhl untergebracht sind, diente nie diesem Zweck. Das Ziffernblatt der Turmuhr schmückt mit Ausnahme der Nordseite die übrigen Fassadenseiten des Turmes. Die aus dem 14. Jahrhundert stammende Uhr war die erste ihrer Art in Trient. Die heutigen Ziffernblätter stammen aus der Zeit des Trienter Konzils (1545–1563), als die Turmuhr für dieses Ereignis erneuert wurde.
Die Fassaden an der Nord- und Ostseite sind durch eine Reihe von vergitterten ehemaligen Zellenfenstern gekennzeichnet, die im 15. Jahrhundert entstanden sind. Im Glockenstuhl hängt unter anderem die letztmals 1789 gegossene Gemeindeglocke, La Renga genannt, mit der in der Vergangenheit der Gemeinderat zusammengerufen wurde.
Abgeschlossen wird die Torre Civica von der charakteristischen mit stufenförmigen Zinnen geschmückten und auf Konsolen gestützten Wehrplatte. Die einst angebrachten Wurferker unter der überstehenden Platte wurden im Laufe der Zeit verschlossen.

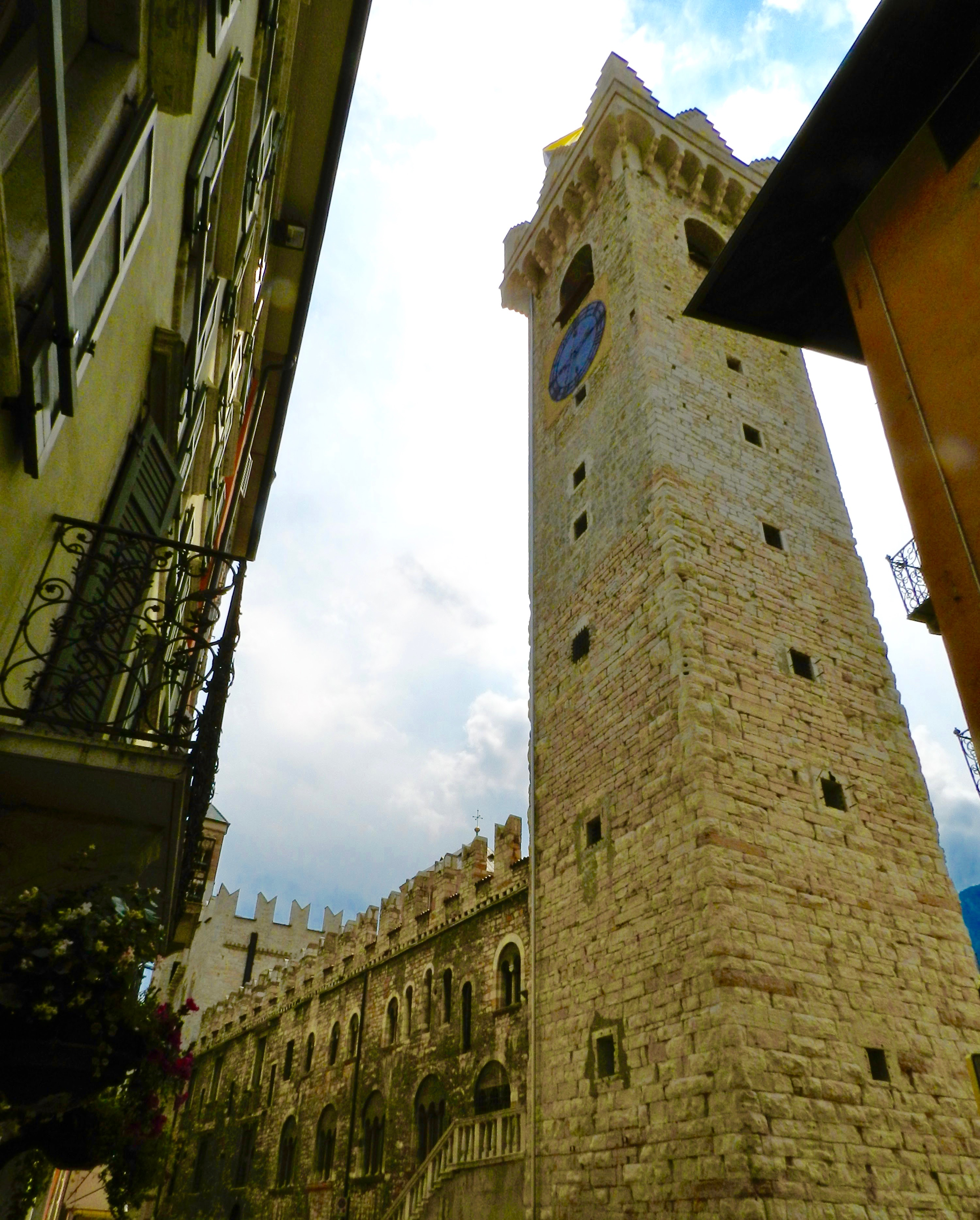
Nord- und Ostseite an der Via Garibaldi
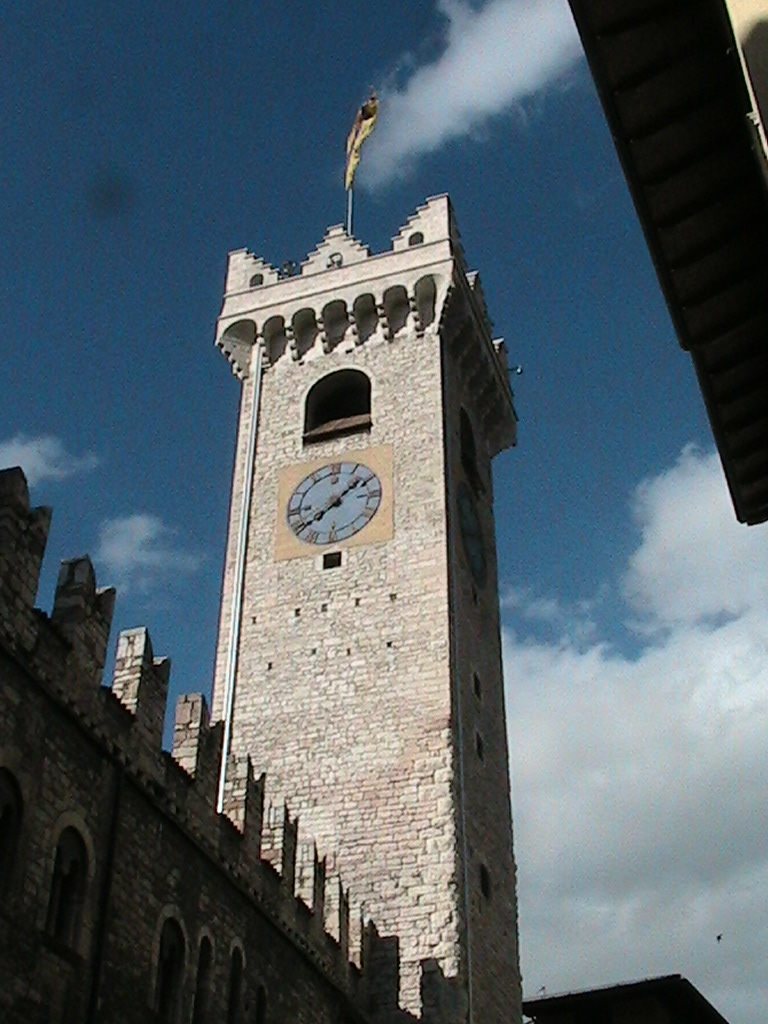
Südseite
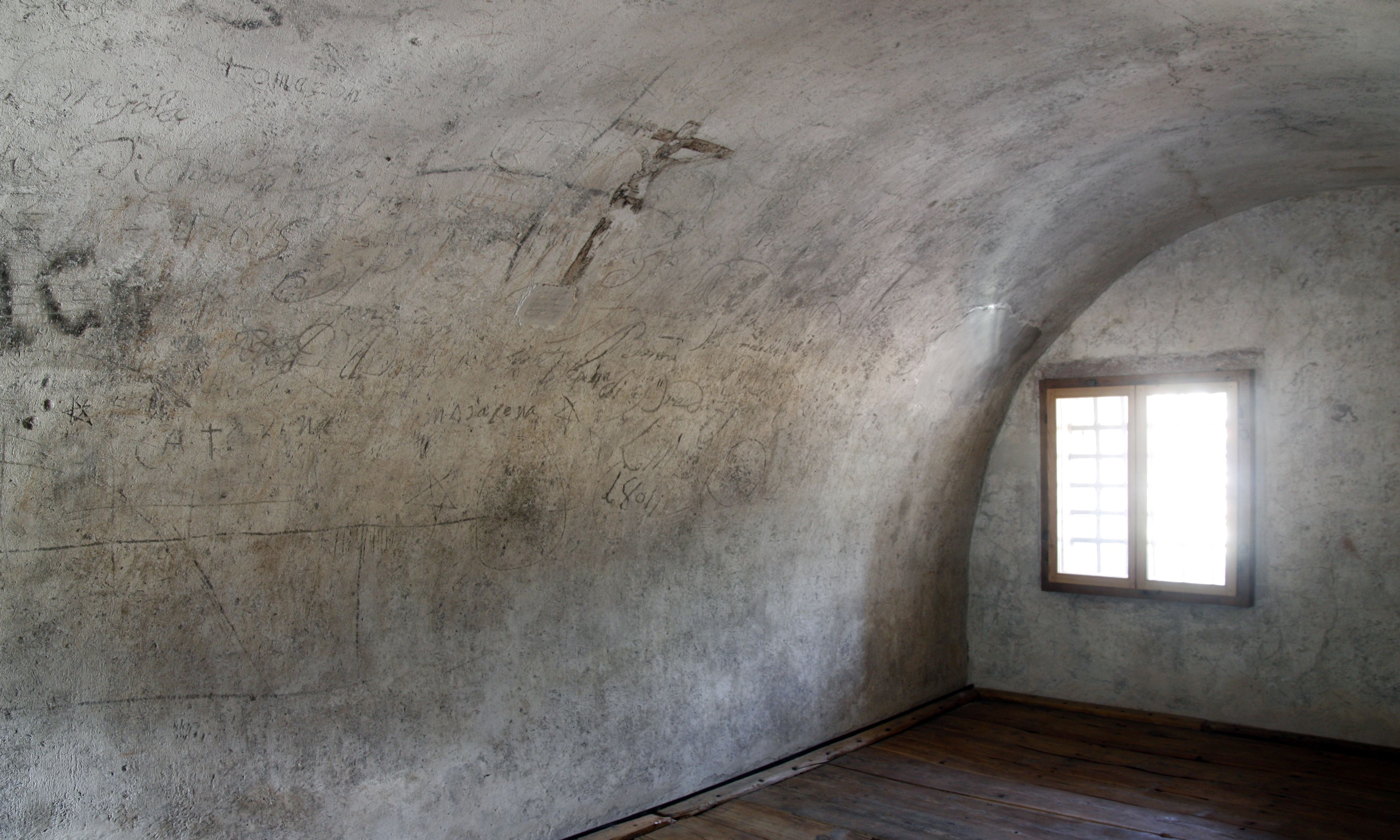
Eine der Gefängniszellen
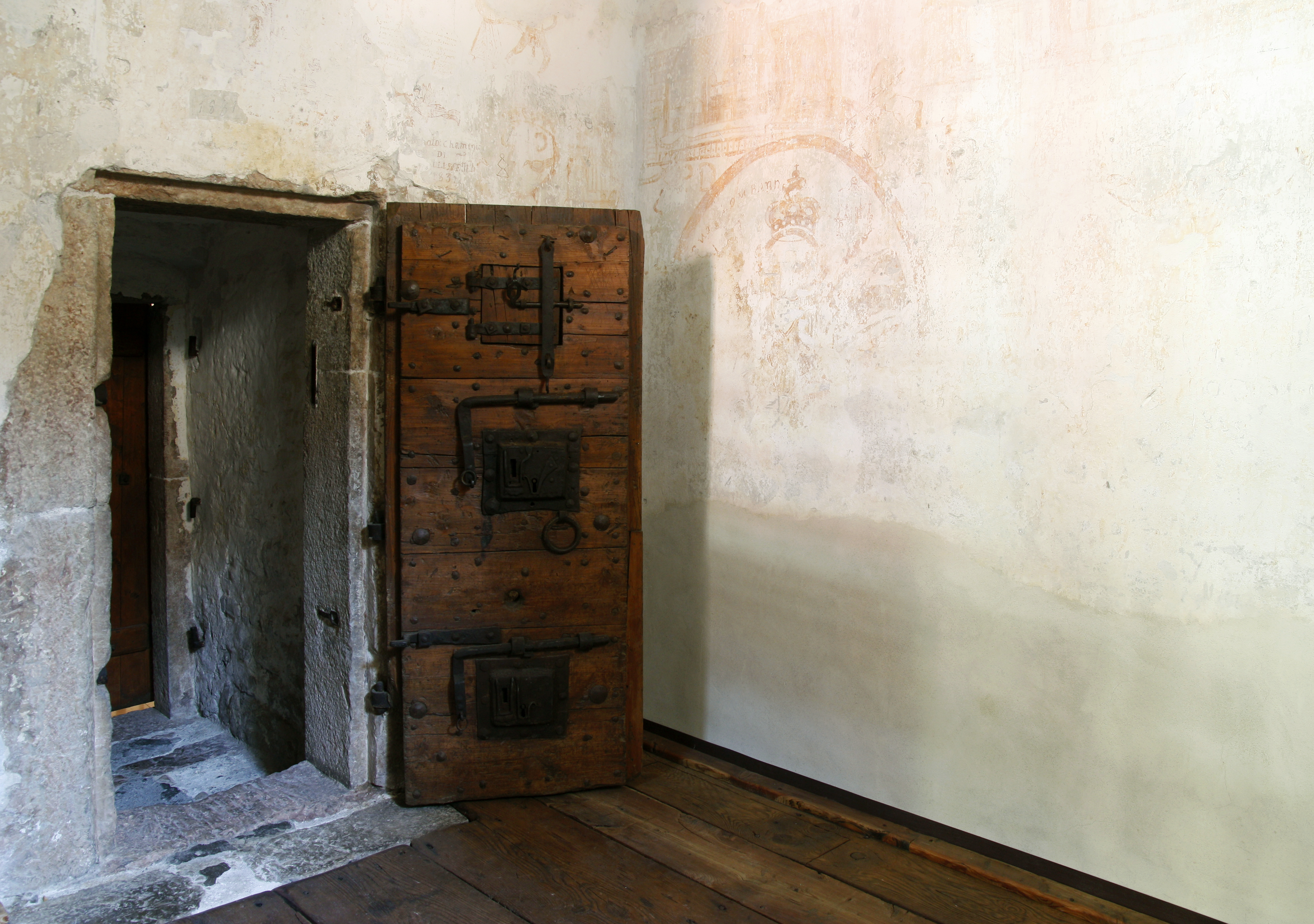
Zellentür
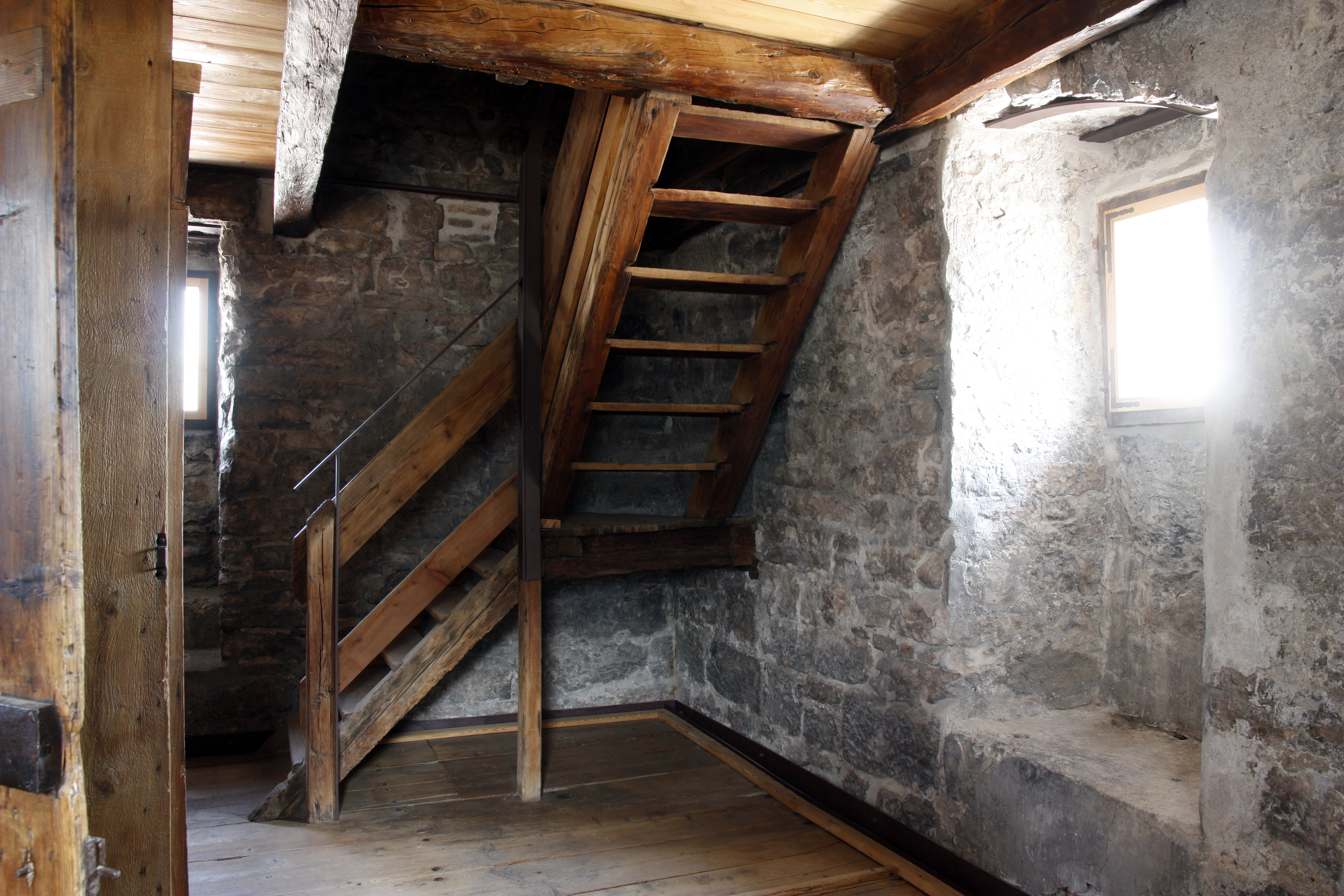
Teile des Treppenhauses vor dem Brand von 2015
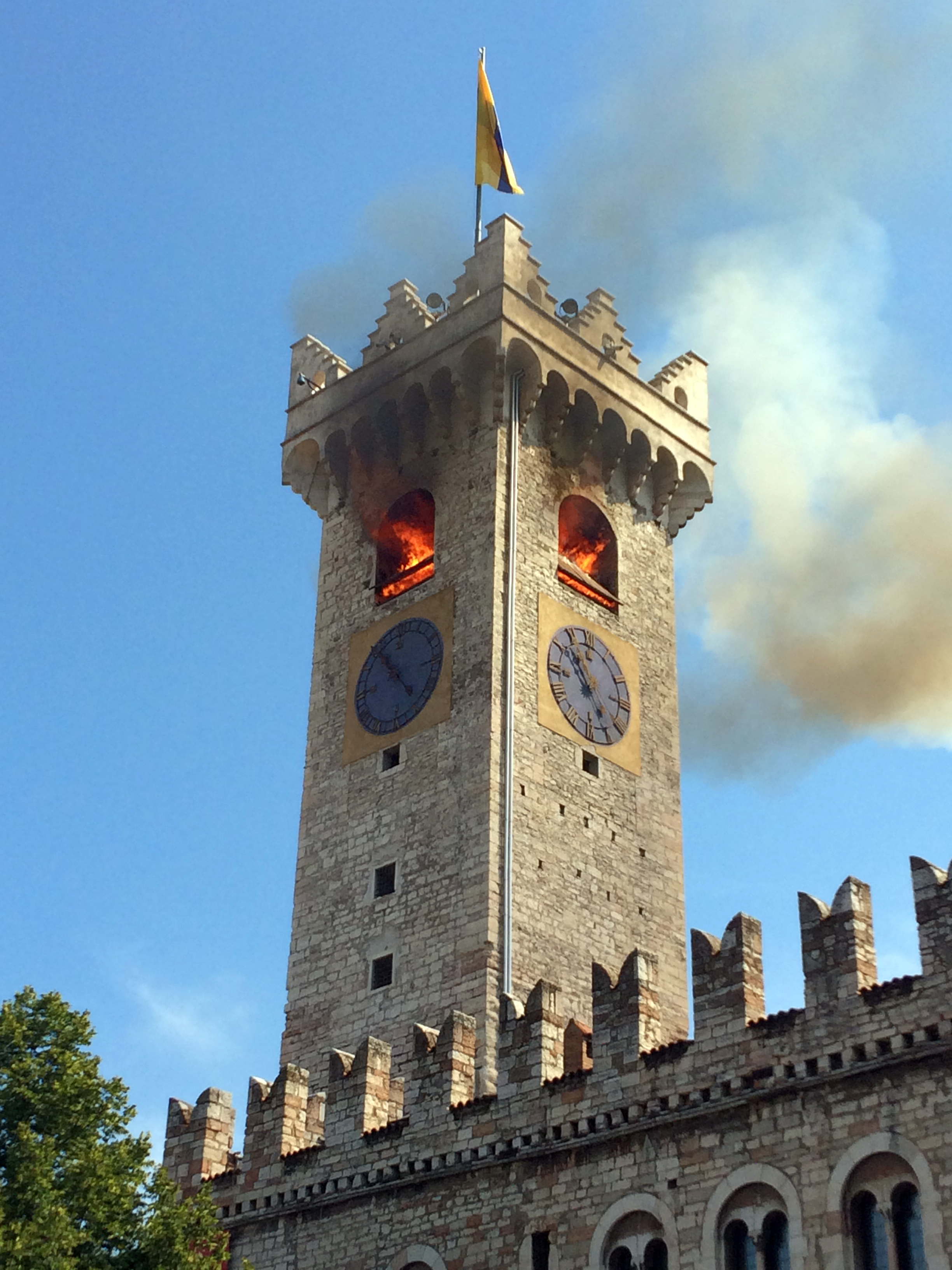
Brand des Glockenstuhls im August 2015